# Bühl (Helmbrechts)
Bühl ([byːl] ) ist ein Gemeindeteil der Stadt Helmbrechts im Landkreis Hof (Oberfranken, Bayern). Bühl liegt in der Gemarkung Oberweißenbach.

## Geografie
Die aus zwei Häusern bestehende Einöde liegt am nordwestlichen Fuß des 690 m ü. NHN hohen Stadelberges sowie des Hangs zum Lehstenbach. Der Ort ist über einen Feldweg erreichbar, der etwa einen halben Kilometer südwestlich von der aus Oberweißenbach herführenden  Kreisstraße HO 34 abzweigt.

## Geschichte
Der Ortsname rührt von der in Süddeutschland verbreiteten Bezeichnung für Hügel her (siehe Ortsnamenkunde zu Hügel), die Wurzel hierfür ist ahd. buhil, zu mhd. bühel für ‚Hügel, Anhöhe‘.
Der Ort wurde in der ersten Hälfte des 19. Jahrhunderts auf dem Gemeindegebiet von Oberweißenbach gegründet. Im Zuge der Gebietsreform in Bayern wurde Bühl am 1. Juli 1972 nach Helmbrechts eingemeindet.

### Einwohnerentwicklung
| Jahr      | 1861   | 1871   | 1885   | 1900   | 1925   | 1950   | 1961   | 1970   | 1987  |
| Einwohner | 24     | 15     | 13     | 12     | 12     | 7      | 8      | 0      | 0     |
| Häuser    |        |        | 2      | 2      | 2      | 1      | 2      |        | 2     |
| Quelle    | [ 10 ] | [ 11 ] | [ 12 ] | [ 13 ] | [ 14 ] | [ 15 ] | [ 16 ] | [ 17 ] | [ 1 ] |

## Religion
Bühl ist evangelisch-lutherisch geprägt und ist bis heute nach St. Johannes der Täufer (Helmbrechts) gepfarrt.